# Пак Мьон Сон
Пак Мьон Сон (кор. 박명성, 朴明成, нар. 31 березня 1994) — північнокорейський футболіст, півзахисник клубу «25 квітня».
Виступав, зокрема, за клуб «Собаексу», а також національну збірну КНДР.

## Клубна кар'єра
У дорослому футболі дебютував 2013 року виступами за команду «Собаексу», в якій провів шість сезонів. 
До складу клубу «25 квітня» приєднався 2019 року. 

## Виступи за збірні
У 2011 році дебютував у складі юнацької збірної КНДР (U-17), загалом на юнацькому рівні взяв участь у 3 іграх.
У 2013 році дебютував в офіційних матчах у складі національної збірної КНДР.
| Дата       | Місто   | Господарі      | Результат | Гості          | Турнір            | Голи | Примітки |
| ---------- | ------- | -------------- | --------- | -------------- | ----------------- | ---- | -------- |
| 05-09-2019 | Пхеньян | Північна Корея | 2 – 0     | Ліван          | Відбір до ЧС 2022 | -    |          |
| 10-09-2019 | Коломбо | Шрі-Ланка      | 0 – 1     | Північна Корея | Відбір до ЧС 2022 | -    |          |
| 15-10-2019 | Пхеньян | Північна Корея | 0 – 0     | Південна Корея | Відбір до ЧС 2022 | -    |          |
| Усього     |         | Матчів         | 3         |                | Голів             | 0    |          |

## Титули і досягнення
- Переможець Юнацького (U-16) кубка Азії: 2010